# Lionel Jospin
Lionel Jospin (wym. [ljɔnɛl ʒɔspɛ̃]; ur. 12 lipca 1937 w Meudon) – francuski polityk, parlamentarzysta krajowy, eurodeputowany II kadencji, minister, dwukrotnie pierwszy sekretarz Partii Socjalistycznej (1981–1988, 1995–1997), od 1997 do 2002 premier Francji, kandydat na urząd prezydenta Francji w 1995 i 2002.

## Życiorys
Kształcił się w Instytucie Nauk Politycznych w Paryżu oraz w École nationale d’administration. W latach 1965–1970 pracował w ministerstwie spraw zagranicznych, zajmując się kwestiami współpracy zagranicznej. Od 1970 do 1981 pracował jako wykładowca ekonomii na Université Paris XI.
Działał m.in. w trockistowskim ugrupowaniu OCI, w 1971 dołączył do Partii Socjalistycznej. W 1973 został członkiem biura wykonawczego, obejmując funkcję jednego z sekretarzy krajowych, pełnił ją do 1981 (odpowiadając za różne działy). W latach 1977–1986 zasiadał w paryskiej radzie miejskiej.
W 1981 został pierwszym sekretarzem Partii Socjalistycznej, zastępując wybranego na urząd prezydenta François Mitterranda. Ugrupowaniem kierował do 1988. W latach 1981–1988 był również posłem do Zgromadzenia Narodowego, początkowo reprezentował Paryż, a od 1986 Górną Garonnę. Od 1984 do 1988 sprawował mandat eurodeputowanego II kadencji.
W 1988 zrezygnował z obu mandatów poselskich (w parlamencie krajowym i w PE) w związku z powołaniem w skład rządu. W maju tegoż roku został ministrem stanu oraz ministrem edukacji narodowej, nauki i sportu w pierwszym rządzie Michela Rocarda. W jego drugim gabinecie od czerwca 1988 otrzymał zbliżony zakres obowiązków (z wyjątkiem nauki, w miejsce której przydzielono mu sprawy młodzieży). Pozostał także w utworzonym w maju 1991 rządzie Édith Cresson, w którym do kwietnia 1992 sprawował urząd ministra stanu i ministra edukacji narodowej. Działał w dalszym ciągu w samorządzie jako radny departamentu Górna Garonna (1988–2002) i regionu Midi-Pireneje (1992–1997). W 1993 przegrał w swoim okręgu wybory parlamentarne z kandydatem centrystów i gaullistów Jeanem-Pierre Bastianim.
W 1995 był kandydatem socjalistów w wyborach prezydenckich. W pierwszej turze uzyskał najwięcej głosów (23,3%). Zwycięzcą wyborów okazał się jednak Jacques Chirac, przedstawiciel Zgromadzenia na rzecz Republiki, którego poparło w drugiej turze 52,6% głosujących. Pomimo porażki Lionel Jospin awansował w partyjnej strukturze – w tym samym roku objął ponownie funkcję pierwszego sekretarza PS, stanowisko to zajmował do 1997. W wyborach parlamentarnych w 1997 ponownie został wybrany do niższej izby francuskiego parlamentu, a socjaliści i ich sojusznicy (w tym komuniści i zieloni) uzyskali większość w Zgromadzeniu Narodowym XI kadencji.
3 czerwca 1997 Lionel Jospin objął urząd premiera Francji. Jego lewicowy rząd funkcjonował w ramach koabitacji z centroprawicowym prezydentem. Jego gabinet przeprowadził reformy wprowadzające 35-godzinny tydzień pracy, zmiany w ubezpieczeniach zdrowotnych i instytucję rejestrowanych związków partnerskich. Za jego urzędowania przyjęto we Francji wspólną europejską walutę euro.
W 2002 ponownie kandydował w wyborach prezydenckich, zajmując w pierwszej turze głosowania trzecie miejsce z wynikiem 16,2% głosów. Wyprzedzili go ubiegający się o reelekcję Jacques Chirac (19,9%) i przywódca skrajnie prawicowego Frontu Narodowego Jean-Marie Le Pen (16,9%). Lionel Jospin po porażce zapowiedział swoją dymisję. Na stanowisku premiera urzędował do 6 maja 2002 – dzień po drugiej turze wyborów prezydenckich, w których ponownie zwyciężył Jacques Chirac, na czele nowego gabinetu stanął Jean-Pierre Raffarin.
Wycofał się z bieżącej działalności politycznej. W 2007 wsparł jednak publicznie prezydencką kandydaturę Ségolène Royal, a w 2012 stanął na czele powołanej przez François Hollande’a rady doradczej do spraw reformy życia publicznego.
W 2014 przewodniczący Zgromadzenia Narodowego Claude Bartolone powołał go w skład Rady Konstytucyjnej, zasiadał w tym gremium od stycznia 2015 do marca 2019.

## Odznaczenia
- Krzyż Wielki Legii Honorowej (2016)
- Wielki Oficer Legii Honorowej (2008)
- Krzyż Wielki Orderu Narodowego Zasługi (1997)
- Komandor Orderu Palm Akademickich (1988)[2]
- Krzyż Wielki Orderu Wielkiego Księcia Giedymina (Litwa, 1998)[12]
- Krzyż Wielki Orderu Zasługi Rzeczypospolitej Polskiej (Polska, 2000)[13]

## Skład rządu Lionela Jospina
- premier: Lionel Jospin[8]
- minister zatrudnienia i solidarności: Martine Aubry (do października 2000), Elisabeth Guigou (od października 2000)
- minister sprawiedliwości: Elisabeth Guigou (do października 2000), Marylise Lebranchu (od października 2000)
- minister edukacji narodowej, badań naukowych i technologii: Claude Allègre (do marca 2000)
- minister edukacji narodowej: Jack Lang (od marca 2000)
- minister spraw wewnętrznych: Jean-Pierre Chevènement (do sierpnia 2000, od września do grudnia 1998 zastępował go Jean-Jack Queyranne), Daniel Vaillant (od sierpnia 2000)
- minister spraw zagranicznych: Hubert Védrine
- minister gospodarki, finansów i przemysłu: Dominique Strauss-Kahn (do listopada 1999), Christian Sautter (od listopada 1999 do marca 2000), Laurent Fabius (od marca 2000)
- minister obrony: Alain Richard
- minister zaopatrzenia, transportu i mieszkalnictwa: Jean-Claude Gayssot
- minister kultury i komunikacji: Catherine Trautmann (do marca 2000), Catherine Tasca (od marca 2000)
- minister rolnictwa i rybołówstwa: Louis Le Pensec (do października 1998), Jean Glavany (od października 1998 do lutego 2002), François Patriat (od lutego 2002)
- minister środowiska i planowania regionalnego: Dominique Voynet (do lipca 2001), Yves Cochet (od lipca 2001)
- minister ds. kontaktów z parlamentem: Daniel Vaillant (do sierpnia 2000), Jean-Jack Queyranne (od sierpnia 2000)
- minister ds. służb publicznych, reformy administracji i decentralizacji: Emile Zuccarelli (do marca 2000)
- minister ds. służb publicznych i reformy administracji: Michel Sapin (od marca 2000)
- minister ds. młodzieży i sportu: Marie-George Buffet
- minister ds. badań naukowych: Roger-Gérard Schwartzenberg (od marca 2000)
- ministrowie delegowani (ministres délégués): Pierre Moscovici, Ségolène Royal, Claude Bartolone (od marca 1998), Charles Josselin (od lutego 1998), Jean-Luc Mélenchon (od marca 2000), Bernard Kouchner (od lutego 2001), Christian Pierret (od lutego 2002)